# Province del Capo

Le aree sudafricane del WGSRPD. CPP è il codice dell'area Province del Capo

L'area denominata Province del Capo (in inglese: Cape Provinces) è un'area biogeografica utilizzata nel World Geographical Scheme for Recording Plant Distributions (WGSRPD), un sistema utilizzato per la registrazione della distribuzione della flora mondiale. In particolare tale area, avente codice "CPP", è parte della regione indicata come "27 Southern Africa" ("27 Africa Meridionale") ed include le province sudafricane del Capo Settentrionale, del Capo Occidentale e del Capo Orientale, le quali, assieme, hanno una superficie totale maggiore di quella della precedente Provincia del Capo, esistita fino al 1994.
L'area include la regione floristica del Capo, il più piccolo dei sei regni floristici del mondo, secondo la classificazione introdotta da Armen Takhtajan, un'area con un endemismo e una biodiversità straordinariamente elevati, tanto che vi sono presenti più di 9 000 specie di piante tracheofite, di cui il 69% è endemico.

## Codici attuali
All'interno dell'area, il WGSRPD individua alcune sottoaree di cui si riportano i codici nella tabella sottostante.
| Codice WGSRPD | Nome suddivisione                 |
| ------------- | --------------------------------- |
| CPP           | Province del Capo                 |
| CPP-EC        | Provincia del Capo Orientale      |
| CPP-NC        | Provincia del Capo Settentrionale |
| CPP-WC        | Provincia del Capo Occidentale    |